# Konzervativni judaizam
Konzervativni judaizam (poznat kao masorti judaizam izvan Sjeverne Amerike) je židovski religiozni pokret, koji smatra da autoritet židovskoga zakona i tradicije proizlazi pretežno iz suglasnosti naroda i zajednice kroz generacije, prije nego od božanskog otkrivenja. 
Zbog toga se židovski zakon ili halaha, smatra obvezujućim ali i podložnim povijesnom razvoju. Konzervativni rabinat koristi moderna povijesno-kritička istraživanja, a ne samo tradicionalne metode i izvore, i daje veliku težinu svojoj kongregaciji prilikom određivanja svog stava po pitanjima prakse. Pokret svoj pristup smatra autentičnim i najprikladnijim nastavkom halahičkog diskursa, održavajući istovremeno predanost primljenim formama i fleksibilnost u njihovoj interpretaciji. On se također suzdržava od strogih teoloških definicija, bez konsenzusa po pitanjima vjere i uz podršku pluralizma u znatnoj mjeri.
Dosad jedini značajan pokušaj, da se definira jasno vjerovanje izvršen je 1988. godine, „Izjavom o principima Emet ve-Emunaha” (istine i vjere), koju je formulirao i izdao Rukovodstveni odbor konzervativnog judaizma. U uvodu je rečeno da je „nedostatak definicije bio koristan” u prošlosti, ali da se sada javila potreba da se artikulira. Platforma je pružila mnoge izjave u kojima se citiraju ključni pojmovi kao što su: Bog, otkrivenje i izbor, ali je također potvrđeno da u njenim redovima postoje različite pozicije i stavovi, koje proizilaze iz striktnog razgraničenja principa i da se često ispoljavaju oprečni stavovi.
Iako pokret sebe smatra nasljednikom pozitivno-povijesne škole rabina Zechariasa Frankela u Europi iz 19. stoljeća, konzervativni judaizam se u potpunosti institucionalizirao samo u Sjedinjenim Američkim Državama tijekom sredine 20. stoljeća. Njegovo najveće središte danas je Sjeverna Amerika, gdje je njegov glavni kongregativni ogranak Ujedinjena sinagoga konzervativnog judaizma, a njujorško Židovsko teološko sjemenište Amerike djeluje kao najveće rabinsko sjemenište. 
Globalno povezane organizacije ujedinjene su u okviru krovne organizacije Masorti Olami. Konzervativni judaizam je treći po veličini židovski religiozni pokret u svijetu (nakon ortodoksnog i reformskog judaizma), za koji se procjenjuje da predstavlja blizu 1,1 milijuna ljudi, čime je obuhvaćeno preko 600.000 registriranih odraslih pripadnika kongregacija i mnoštvo drugih koji se identificiraju s pokretom premda nisu članovi.